# Почесна (гмина)
Почесна (пол. Poczesna) — сельская гмина (волость) в Польше, входит как административная единица в Ченстоховский повет, Силезское воеводство. Население — 12 470 человек (на 2004 год).

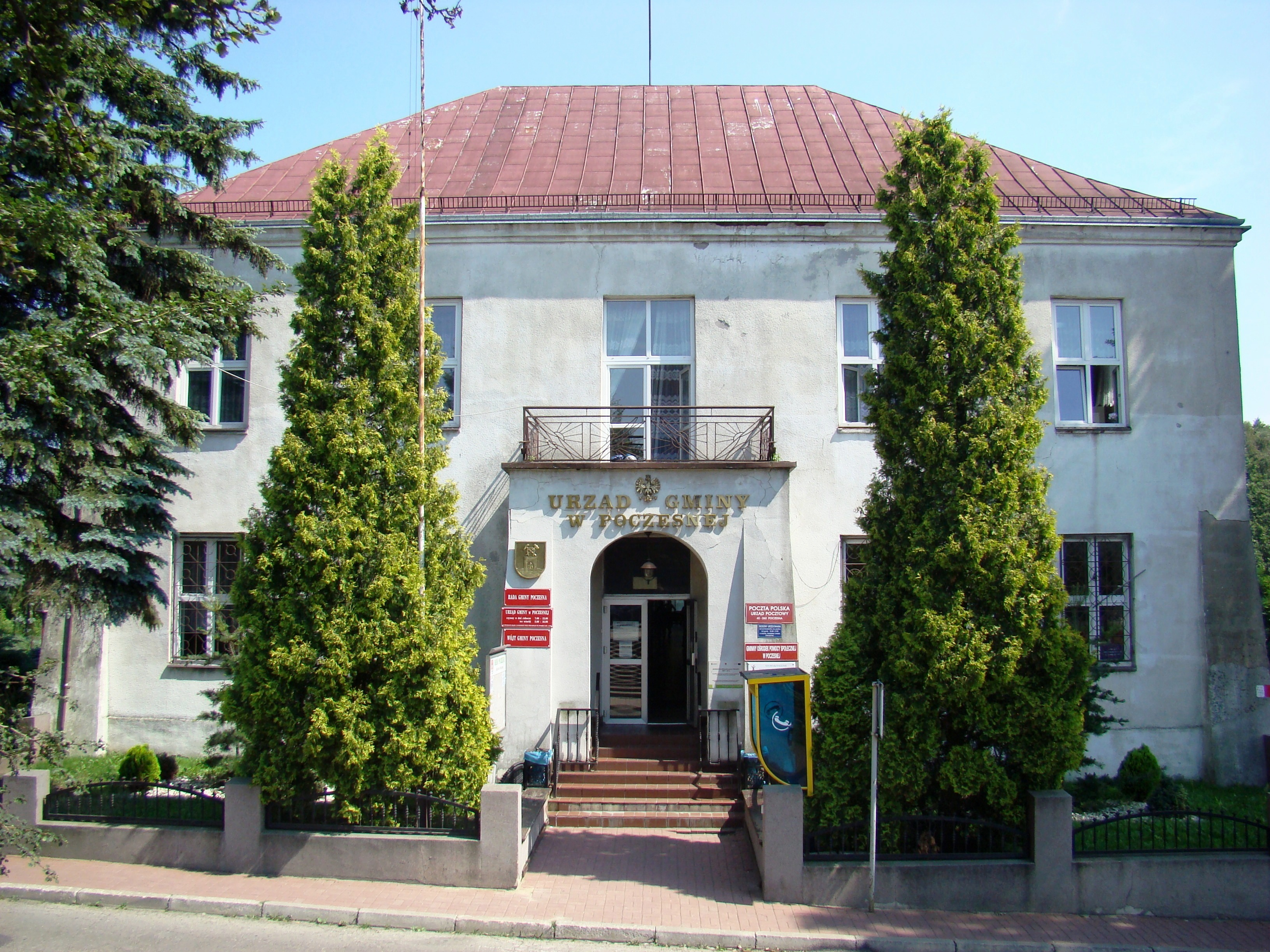

## Демография
| Перепись                       | Всего   | Всего | Женщины | Женщины | Мужчины | Мужчины |
| ------------------------------ | ------- | ----- | ------- | ------- | ------- | ------- |
| Единицы                        | человек | %     | человек | %       | человек | %       |
| Население                      | 12 470  | 100   | 6424    | 51,5    | 6046    | 48,5    |
| Плотность населения (чел./км²) | 207,4   | 207,4 | 106,8   | 106,8   | 100,5   | 100,5   |

## Сельские округа
1. Барглы
2. Бжезины-Колёнья
3. Бжезины-Нове
4. Хута-Стара-А
5. Хута-Стара-Б
6. Колёня-Почесна
7. Корвинув
8. Мазуры
9. Михалув
10. Нерада
11. Нова-Весь
12. Почесна
13. Словик
14. Вжосова
15. Заводзе

## Соседние гмины
1. Ченстохова
2. Гмина Каменица-Польска
3. Гмина Конописка
4. Гмина Ольштын
5. Гмина Старча